# Luttersiefen (Lindlar)
Luttersiefen war ein Ortsteil der Gemeinde Lindlar im Oberbergischen Kreis in Nordrhein-Westfalen.

## Lage und Beschreibung
Der Wohnplatz lag in der Nähe von Schmitzhöhe, nahe der Kreisstraße 24, die von Lindlar nach Brombach führt.

## Geschichte
Im Jahr 1497 wurde der Ort erstmals in einer Teilungsurkunde erwähnt. Die Schreibweise der Erstnennung war Lüttersyffen.
Die Topographia Ducatus Montani des Erich Philipp Ploennies, Blatt Amt Steinbach, belegt, dass der Wohnplatz bereits 1715 eine Hofstelle besaß, die als Luttersiefen beschriftet und als Freihof ausgezeichnet ist. Carl Friedrich von Wiebeking benennt die Hofschaft auf seiner Charte des Herzogthums Berg 1789 als Luttersief. Aus ihr geht hervor, dass der Ort zu dieser Zeit Teil der Honschaft Tüschen im Kirchspiel Hohkeppel war.
Der Ort ist auf der Topographischen Aufnahme der Rheinlande von 1817 als Luttersiefen verzeichnet. Die Preußische Uraufnahme von 1845 zeigt den Wohnplatz unter dem Namen Lüttensiefen. Ab der Preußischen Neuaufnahme von 1892 ist der Ort auf Messtischblättern regelmäßig als Luttersiefen verzeichnet.
1822 lebten acht Menschen im als Haus kategorisierten Ort, der nach dem Zusammenbruch der napoleonischen Administration und deren Ablösung zur Bürgermeisterei Engelskirchen im Kreis Wipperfürth gehörte. Für das Jahr 1830 werden für den als Luttersiefen bezeichneten Ort zusammen mit Lennefersberg, Löffelsende, Strauch und Westen 46 Einwohner angegeben. Der 1845 laut der Uebersicht des Regierungs-Bezirks Cöln als Hof kategorisierte Ort besaß zu dieser Zeit ein Wohngebäude mit neun Einwohnern. Die Gemeinde- und Gutbezirksstatistik der Rheinprovinz führt Luttersiefen 1871 mit drei Wohnhäusern und elf Einwohnern auf. Im Gemeindelexikon für die Provinz Rheinland von 1888 werden für Luttersiefen drei Wohnhäuser mit 12 Einwohnern angegeben. 1895 besitzt der Ort zwei Wohnhäuser mit elf Einwohnern, 1905 werden ebenfalls zwei Wohnhäuser und elf Einwohner angegeben.
In den 1910/20er Jahren fiel der Ort wüst.